# Scythropochroa radialis
Scythropochroa radialis är en tvåvingeart som beskrevs av Franz Lengersdorf 1926. Scythropochroa radialis ingår i släktet Scythropochroa och familjen sorgmyggor.
Artens utbredningsområde är Albanien. Arten är reproducerande i Sverige. Inga underarter finns listade i Catalogue of Life.